# Claude Cherki
Pour les articles homonymes, voir Cherki.
Claude Cherki, né le 28 juillet 1940 à Alger, est un éditeur français.
Il dirige les éditions du Seuil de 1989 à 2004.

## Biographie
Claude Jules Cherki naît le 28 juillet 1940 à Alger, en Algérie.
Il est le fils de Rahmim Eliezer Cherki, négociant céréalier, et Simone Cherki, née Akoun. Il est père de trois enfants, Jérôme, Matthieu et Emmanuel Cherki.
Il est reconnu comme amateur et expert en Art premier.

### Formation
Diplômé de l'École supérieure d'électricité (Supélec, 1963), il est docteur ès sciences physiques (1969). Durant ses études, il est membre de l'Union nationale des étudiants de France (UNEF).

### Carrière
Il devient chargé de recherches au Centre national de la recherche scientifique (CNRS). Entre 1974 et 1976, il est conseiller technique, chargé des affaires scientifiques et techniques de Michel d'Ornano, ministre de l'Industrie et de la Recherche, puis devient directeur général adjoint du Centre national pour l'exploitation des océans (CNEXO) tout en restant maître de recherche au CNRS. Il écrit à partir de 1966 des articles de vulgarisation scientifique dans La Recherche, devient directeur adjoint (1971) de la revue, puis directeur de la Société d'éditions scientifiques (éditrice des revues La Recherche et  L'Histoire), filiale des éditions du Seuil. C'est par ce biais qu'il arrive dans cette maison. En 1989, il succède à Michel Chodkiewicz comme son président-directeur général.
Claude Cherki mène une politique de développement éditorial et commercial. À son arrivée à la présidence des éditions du Seuil, il déclare: "Nous sommes condamnés à nous développer, mais la question reste de savoir en quel sens." Sous son impulsion et son dynamisme, la maison d’édition crée ou développe les secteurs "jeunesse", "policiers", "poche" ou "images" ainsi que son outil de diffusion-distribution.
En 2004, il participe au rachat par le Seuil de La Martinière, groupe dont il devient vice-président. En juin, après une polémique autour de plus-values touchées à l'occasion du rachat de la Martinière, il démissionne de la présidence du Seuil ; Pascal Flamand lui succède. Cette cession a toutefois été jugée régulière par le jugement du tribunal de grande instance de Paris du 28 aout 2007, confirmé par l'arrêt de la cour d'appel de Paris du 16 juin 2009 et par l'arrêt de la Cour de cassation du 14 décembre 2010.

## Décorations
- Officier de la Légion d'honneur (1989)[11]
- Officier de l'ordre national du Mérite
- Chevalier du Mérite agricole